# San Liberatore
San Liberatore (... – ...) fu un martire cristiano, venerato come santo da tutte le Chiese che ne ammettono il culto.
Vissuto in un periodo indefinito e in un territorio imprecisato dell'impero romano, fu vittima delle persecuzioni anticristiane. In età moderna e contemporanea è generalmente rappresentato e onorato quale vescovo e martire, benché sia molto dubbio che fosse vescovo in quanto le prime fonti (peraltro non originali) lo citano unicamente come martire. La memoria liturgica è da ricordare nel giorno 15 maggio.

## Agiografia
Nulla di veramente sicuro si sa di tale santo, ragion per cui il suo nominativo non figura nel Calendario dei santi né nel Martirologio romano, pur comparendo in alcuni vecchi almanacchi di genere religioso (ad esempio nel Catalogo generale dei santi redatto dal teologo Filippo Ferrari nel 1625, o nel Martirologio spirituale composto dal filologo Luigi Novarini nel 1628).
In effetti fino a tutto l'alto medioevo non si ha alcuna notizia di san Liberatore; si presume dunque che gli atti originali siano andati dispersi. La testimonianza più antica e verificabile è infatti un martirologio in scrittura beneventana di epoca basso-medievale (codice: Vaticano latino 5949) nel quale si riporta san Liberatore martire nel 15 maggio, senza ulteriori specificazioni. Tale manoscritto era stato stilato, con ogni verosimiglianza, sul finire del XII secolo nello scriptorium di Santa Sofia in Benevento (ove le reliquie del santo sarebbero state precedentemente traslate dopo essere state riesumate da un luogo ignoto), o più probabilmente nello scomparso monastero di Santa Maria di Gualdo Mazzocca presso Foiano di Val Fortore (laddove il martirologio stesso fu custodito almeno fino al 1505 per poi essere definitivamente trasferito nella biblioteca vaticana).
Nel 1680 i Bollandisti, al termine di una scrupolosa inchiesta, confermarono l'assoluta autenticità del martirologio, reputando comunque plausibile che san Liberatore fosse vescovo (oltre che "martire sepolto in Benevento") pur senza associarlo a una specifica diocesi. Tuttavia nei secoli successivi il Martyrologe universel (stampato nel 1709), il Rituale parisiense (datato 1777), l'Encyclopédie théologique (edita nel 1848) e l'Enciclopedia dell'ecclesiastico (pubblicata nel 1879) preferirono attenersi scrupolosamente alla lettera del martirologio, definendo san Liberatore "martire a Benevento", o più precisamente "martire onorato a Benevento", senza alcun riferimento al vescovato.
Certo è che san Liberatore fu soltanto uno degli oltre duecento santi le cui reliquie furono traslate nella città di Benevento (soprattutto nel duomo, ma anche a Santa Sofia) ad opera di numerosi duchi e principi longobardi. La gran parte di tali traslazioni avvenne nella seconda metà dell'VIII secolo e nella prima metà del IX secolo, mentre le reliquie così collezionate provenivano principalmente dallo stesso ducato di Benevento (presto assurto a principato), da Roma (sede del neonato Stato pontificio) e da Bisanzio (quest'ultima capitale costituiva a propria volta un grande centro di raccolta per sacre reliquie provenienti da tutto l'impero).

## Culto
Il culto di san Liberatore, diffuso soprattutto nell'entroterra dell'Italia centro-meridionale, sembrerebbe essersi propagato a partire dall'omonimo sacrario di Benevento, ove festeggiamenti in suo onore sarebbero attestati fin dal 1031; all'uopo, alcuni frammenti delle sue reliquie ivi custodite erano occasionalmente trasferiti nelle diverse località in cui era venerato.
Da lunghi secoli san Liberatore è il patrono principale di Torrecuso in Campania, di Magliano Sabina nel Lazio, di Civitacampomarano nel Molise, oltre che di diverse frazioni di Terni (tutte afferenti al comune soppresso di Collestatte) in Umbria. Nelle varie regioni la sua ricorrenza liturgica è fissata al 15 maggio (in perfetta conformità con le scritture basso-medievali), ad eccezione del Molise ove le solennità sono anticipate di due giorni; un caso particolare è costituito dalla città di Frosinone laddove le celebrazioni non si svolgono in giorni fissi, ma sono invece associate alla domenica e al lunedì di Pentecoste (ricadenti tra il 10 maggio e il 14 giugno, a seconda delle annate).
In passato, nei diversi luoghi e tempi in cui era commemorato, si svolgevano anche delle grandi fiere popolari in onore di san Liberatore; tali eventi duravano uno o più giorni, fino a un massimo di nove giorni nel caso di Magliano Sabina. Numerosi edifici religiosi sono inoltre dedicati o intitolati al santo: tra di essi spiccano la cattedrale dei Sabini nella stessa Magliano e il santuario di San Liberatore presso Ariano Irpino, entrambi già esistenti nel XV secolo ma assai rimaneggiati nelle epoche successive.
Non sempre vi è però corrispondenza tra il nome e la figura del santo: in alcune zone egli è infatti meglio noto come San Liberato (dal latino ecclesiastico Sanctus Liberator), mentre in altri territori è stato effettivamente confuso con altri santi dal nome simile o così soprannominati, o finanche con il "santissimo liberatore" Gesù Cristo. Tali equivoci hanno infine contribuito alla proliferazione di svariate leggende agiografiche decisamente fantasiose o antistoriche, spesso infarcite di anacronismi.